# Episodi di Alto mare (terza stagione)
La terza stagione della serie televisiva Alto mare (Alta mar), composta da 6 episodi, è stata interamente pubblicata in prima visione sulla piattaforma di streaming Netflix il 7 agosto 2020, in tutti i Paesi in cui il servizio è disponibile.
| nº | Titolo originale     | Titolo italiano   | Pubblicazione Spagna | Pubblicazione Italia |
| -- | -------------------- | ----------------- | -------------------- | -------------------- |
| 1  | Nuevo rumbo          | Un nuovo corso    | 7 agosto 2020        | 7 agosto 2020        |
| 2  | Máscaras             | Maschere          | 7 agosto 2020        | 7 agosto 2020        |
| 3  | Mar de fondo         | Acque chete       | 7 agosto 2020        | 7 agosto 2020        |
| 4  | Persiguiendo sombras | Caccia alle ombre | 7 agosto 2020        | 7 agosto 2020        |
| 5  | Encerrados           | In trappola       | 7 agosto 2020        | 7 agosto 2020        |
| 6  | Mar eterno           | Il mare eterno    | 7 agosto 2020        | 7 agosto 2020        |

## Un nuovo corso
- Titolo originale: Nuevo rumbo
- Diretto da: Lino Escalera
- Scritto da: Ramón Campos, Gema R. Neira, Daniel Martín Serrano, Sara Alquézar & José Antonio Valverde

### Trama
Bárbara de Braganza viene vista con Nicolas che chiede aiuto, quindi porta una fiala a Eva che si prende cura delle sue sorelle che sembrano essere morte a causa di un misterioso virus. Sette giorni prima, Eva incontra Fabio, un agente dei servizi segreti britannici, che le chiede aiuto per arrestare Untermann. Quest'ultimo ha un virus letale che viene portato a bordo della nave diretta in Messico. Pedro ha organizzato che anche la sua amica Carmen e sua figlia Diana viaggino sulla nave. Il Dottor Ayala si unisce a loro per vegliare su Diana. Fabio presenta Eva a Steve Taylor a bordo della nave.
Steve sta conducendo le indagini. Eva fornisce la combinazione alla cassaforte con tutti i passaporti dei passeggeri a Fabio e Steve. Diana sta solo fingendo di essere muta e fragile dal punto di vista medico. Una seconda nave, Roncisvalle, viaggerà dietro la Bárbara de Braganza trasportando merci. Dimas e Veronica stanno ora lavorando a bordo della Bárbara de Braganza. Il capitano dei Roncisvalle viene rapito, Pierre suggerisce a Nicolas di assumere il comando dei Roncisvalle. Nicolas lascia sua moglie, Chantal, sulla Bárbara de Braganza. Hector Birabent viene chiamato a sostituire Nicolas come primo ufficiale. Steve, Fabio ed Eva accusano ingiustamente uno storico di essere Untermann.

## Maschere
- Titolo originale: Máscaras
- Diretto da: Lino Escalera
- Scritto da: Ramón Campos, Gema R. Neira, Daniel Martín Serrano, Sara Alquézar & José Antonio Valverde

### Trama
Dopo aver assistito a uno spettacolo di magia, a Eva viene dato un biglietto che le chiede di incontrare Steve sul ponte. Quando arriva, Steve viene colpito. Quest'ultimo prima di morire, dice Katona. Eva mente per spiegare perché è con Steve sul ponte. Fabio rimuove il maggior numero possibile di effetti personali di Steve prima che l'ispettore e l'armatore arrivino alla cabina di Steve. Fabio poi li nasconde nella cabina di Eva. Fabio dà a Eva una pistola per proteggersi.
Dimas e Veronica sono sospettosi. Il marito di Carolina si lamenta della sua lontananza. C'è una discussione sul ponte su come gestire la sicurezza. Un ungherese è sospettato di essere Alex Katona e una pistola corrispondente a quella dell'assassino viene trovata da Fabio ed Eva nella sua cabina. La moglie di Nicolas si preoccupa dopo aver incontrato il Dottor Ayala. Carolina si preoccupa per sua sorella è ha un coinvolgimento con Steve ed è convinta a visitare Diana.
Il Dottor Ayala attacca Carolina e si scopre che Diana assomiglia a Carolina. Diana nei panni di Carolina fa visita a sua sorella per scoprire cosa sa. Carolina è drogata per rimanere come Diana. Eva dice a Diana tutto ciò che sa sul virus. Il nuovo Primo Ufficiale afferma che il Capitano si sta comportando in modo strano con Natalia, che poi bacia. Fabio viene a sapere che Eva ha raccontato alla sorella dell'indagine e cerca di non includerla più nella sua missione.

## Acque chete
- Titolo originale: Mar de fondo
- Diretto da: Federico Untermann
- Scritto da: Gema R. Neira, Daniel Martín Serrano, Sara Alquézar & José Antonio Valverde

### Trama
La cabina di Andonov viene trovata saccheggiata. Eva accusa Fabio di aver interrogato Andonov. Il corpo di Andonov viene trovato e la dottoressa Ayala viene portata per confermare la morte. Il nuovo primo ufficiale cerca tra i documenti di Natalia dopo aver trascorso la notte insieme. Varela lo vede lasciare la cabina di Natalia. Il Dottor Ayala viene vista pulire strumenti medici ricoperti di sangue. Steve irrompe nell'infermeria per vedere il corpo di Andonov. Carmen ammette di essere solo una parte di questo perché viene ricattata. Carmen dice a Pedro che è preoccupata che Eva sia coinvolta in qualcosa di pericoloso.
Diana chiama l'infermeria che spinge Eva e Fabio a fuggire poco prima di essere scoperti da Varela e dal capitano. Fabio riceve un telegramma in codice che gli dice che Untermann è già stato arrestato. Dopo che un incendio è stato trovato a Capitán Santiago, Pierre lo accusa di aver lasciato una candela accesa. Carolina dà a Veronica la macchina fotografica. Pierre e il primo ufficiale continuano con il loro piano, Varela li vede discuterne. Chantal ed Eva parlano di Nicolas. Il Dottor Ayala li interrompe e Chantal confida a Eva di essere stato lui il dottore che l'ha torturata nel campo di concentramento. Fabio acquisisce la macchina fotografica da Dimas che sta tentando di usarla come accendino.

## Caccia alle ombre
- Titolo originale: Persiguiendo sombras
- Diretto da: Federico Untermann
- Scritto da: Gema R. Neira, Daniel Martín Serrano, Sara Alquézar & José Antonio Valverde

### Trama
Eva trova Fabio dopo essere stato colpito da Carmen e dal Dottor Ayala che hanno alimentato le sue fotografie. La fotografia è di un cameriere di nome Nestor. Varela arresta Fabio per avere un panno insanguinato nel suo caso dopo che qualcuno lo ha chiamato per avvisarlo. Il Dottor Ayala viene vista entrare nella cabina di Nestor. Varela crede che Fabio sappia chi ha ucciso Andonov e perché e non lo rilascerà finché Fabio non gli dice quello che sa. Fabio corrompe Varela per liberarlo e Varela accetta di aiutare Fabio. Carolina si difende dal Dottor Ayala e scappa con la fotografia ancora drogata e vestita da Diana.
Carmen e Diana la raggiungono prima che possa raggiungere Eva. Fabio escogita una trappola per la dottoressa Ayala. Mentre beve il caffè, il capitano ha le allucinazioni e viene portato in infermeria; Hector assume il comando della nave. Hector intende cambiare rotta, così il Pierre può vendicarsi di Natalia per il suicidio di Clara. Diana nei panni di Carolina cerca di fermare la trappola del Dottor Ayala, ma Eva la mette fuori combattimento. Fabio perde le tracce della dottoressa Ayala che va incontro a Katona. Il Dottor Ayala spara ad Eva che è vestita da Katona.

## In trappola
- Titolo originale: Encerrados
- Diretto da: Lino Escalera
- Scritto da: Gema R. Neira, Daniel Martín Serrano, Sara Alquézar & José Antonio Valverde

### Trama
Eva, che indossava un giubbotto antiproiettile, si riprende quando Varela arresta la dottoressa Ayala. Pedro diventa sempre più preoccupato per la sua amica, Carmen. Diana ha intenzione di uccidere Carolina e farlo sembrare un suicidio. Diana cerca di spiegare le sue azioni e conquistare la fiducia di Eva. Veronica confida ad Eva le sue preoccupazioni sul fatto che Diana sia nei guai. Il capitano si rende conto che la nave è fuori rotta e cerca di parlare con Hector.
Pierre ed Hector costringono il capitano a tornare nella sua cabina. Nicolas si preoccupa. Eva e Fabio vanno ad aiutare Diana ma trovano il biglietto d'addio. Corrono sul ponte della nave per trovare Diana (come Carolina), in procinto di spingere Carolina (come Diana) fuori bordo. Eva scioglie Diana per vedere che lei è la vera Carolina. Fernado, Varela, Fabio ed Eva interrogano Diana e Carmen.
Carmen ammette che la vera Diana è stata rapita e verrà uccisa se Carmen non aiuta anche il Dottor Ayala. Fernado e Natalia scoprono che la rotta della nave è cambiata. Hector ordina che vengano arrestati. Pierre inizia a cercare anche Eva per arrestarla. Eva riceve la foto da Pedro. Ana la cameriera è Alex Katona. Carmen aiuta Diana a scappare ma rifiuta a se stessa. Katona infetta Diana con il virus. Ettore e Katona si baciano. Hector spara a Eva e la insegue. Nicolas la trascina in una cabina prima che Hector possa trovarla. Pierre inizia a cercare anche Eva per arrestarla. Eva riceve la foto da Pedro. Ana la cameriera è Alex Katona.

## Il mare eterno
- Titolo originale: Mar eterno
- Diretto da: Lino Escalera
- Scritto da: Gema R. Neira, Daniel Martín Serrano, Sara Alquézar & José Antonio Valverde

### Trama
Fabio viene arrestato e rinchiuso con il Dottor Ayala. Pierre tenta di arrestare Carolina ed Eva ma viene fermato da Nicolas. Pierre scopre il virus e racconta come Hector gli si è avvicinato in merito al piano. Pierre ammette che Hector stava drogando il tè di Santiago che ha causato le allucinazioni. Santiago riprende il controllo della nave. Fabio viene rilasciato dal brigantino. Diana vaga per la nave infettando gli altri. Il virus si diffonde rapidamente tra i passeggeri e l'equipaggio ed è più di quanto l'infermeria possa gestire. Nicolas invia una richiesta di soccorso.
Tutti i contagiati vengono spostati in mensa, tutti gli altri vengono spostati sul ponte o nelle loro cabine. Il Dottor Ayala lavora per trovare una cura in cambio dell'immunità quando raggiungono la terraferma. Una nave da guerra arriva in risposta al loro mayday. Al suo secondo tentativo, il Dottor Ayala è in grado di curare il virus, ma la nave da guerra attacca prima che abbiano il tempo di comunicare la notizia. Iniziano a curare i pazienti con la cura e ad evacuare tutti.
Nicolas torna indietro per prendere una bandiera gialla in modo che la nave da guerra non lancerà missili contro di loro. Nicolas vede che Katona è scappata e chiede a Eva di sventolare la bandiera gialla per lui. Katona accoltella Nicolas. Infine, lo scontro tra i due si conclude con la morte di Katona. Eva ritorna da un Nicolas morente che le dice che la ama. Fabio convince Eva a lasciare Nicolas e salire sull'ultima scialuppa di salvataggio. L'episodio si conclude con molte scialuppe di salvataggio in acqua con terra appena oltre l'orizzonte.